# 포드 머스탱 (5세대)
포드 머스탱 5세대 S-197이란 펠컨(falcon)을 기반으로한 후륜구동 머슬카의 5세대(2005년~2014년)의 코드 네임이다.

## 포드 머스탱
2005년 4월 18일 국내 판매를 시작하였다.